# Турнір п'яти націй 1998
Турнір п'яти націй 1998 — 69-й турнір із серії Турнірів п'яти націй — щорічної регбійної конкуренції між основними збірними північної півкулі або 104 за рахунком турнір (враховуючи турніри домашніх націй).
Турнір складався з 10 матчів, проведених в період з 7 лютого по 5 квітня 1998.
Франція здобула перемог над всіма іншими учасниками та здобула Великий Шолом; Англія виграла Потрійну Корону, Кубок Калькути та Трофей Мілленіума. Столітній Квейч знову дістався збірній Шотландії.

## Учасники
У турнірі п'яти націй 1998 року взяли участь команди:
| Країна    | Стадіон        | Місто    | Головний тренер |
| --------- | -------------- | -------- | --------------- |
| Англія    | Твікенем       | Лондон   | Клів Вудвард    |
| Франція   | Стад де Франс  | Сен-Дені | Жан-Клод Скреля |
| Ірландія  | Ленсдаун Роуд  | Дублін   | Воррен Гетленд  |
| Шотландія | Мюррейфілд     | Единбург | Джим Телфер     |
| Уельс     | Стадіон Вемблі | Кардіфф  | Кевін Боврінг   |

## Таблиця
| Місце | Збірна    | Матчі     | Матчі   | Матчі | Матчі    | Бали | Бали  | Бали    | Результати |
| Місце | Збірна    | Розіграно | Виграно | Нічия | Програно | За   | Проти | Різниця | Результати |
| ----- | --------- | --------- | ------- | ----- | -------- | ---- | ----- | ------- | ---------- |
| 1     | Франція   | 4         | 4       | 0     | 0        | 144  | 49    | +95     | 8          |
| 2     | Англія    | 4         | 3       | 0     | 1        | 146  | 87    | +59     | 6          |
| 3     | Уельс     | 4         | 2       | 0     | 2        | 75   | 145   | -70     | 4          |
| 4     | Шотландія | 4         | 1       | 0     | 3        | 66   | 120   | -54     | 2          |
| 5     | Ірландія  | 4         | 0       | 0     | 4        | 70   | 100   | −30     | 0          |

## Результати

### Перший тиждень
| 7 лютого 1998 15:00 |

| Франція                                                                                                | 24 — 17 | Англія                            |
| --- | ------- | --------------------------------- |
| Спроби: Бернат-Саль Домінічі Реалізація: Ламезон (1) Пенальті: Ламезон (2) Дроп-гол: Кастан'єд Садорні |         | Спроби: Бек Пенальті: Грейсон (4) |

| Стад де Франс, Сен-Дені К-ть глядачів: 77,567 Суддя: Девід МакХью (Ірландія) |

| 7 лютого 1998 15:00 |

| Ірландія                                                       | 16 — 17 | Шотландія                                     |
| -------------------------------------------------------------- | ------- | --------------------------------------------- |
| Реалізація: Хампрейс Пенальті: Хампрейс (2) Дроп-гол: Хампрейс |         | Спроби: Тейт Пенальті: Чалмерс (2) Шеперд (2) |

| Ленсдаун Роуд, Дублін К-ть глядачів: 55,000 Суддя: Андре Ватсон (Південна Африка) |

- Головний тренер збірної Ірландії Брайан Ештон 20 лютого відмовився від посади і був замінений Ворреном Гетлендом, 24 лютого 1998 року.

### Другий тиждень
| 21 лютого 1998 14:00 |

| Англія                                                                                                  | 60 — 26 | Уельс                                                    |
| --- | ------- | -------------------------------------------------------- |
| Спроби: Бек Брекен Далладжіо Давсон Грінвуд Хілей Ріс (2) Реалізація: Грейсон (7) Пенальті: Грейсон (2) |         | Спроби: Бейтман (2) Гіббс Томас Реалізація: Дженкінс (3) |

| Твікенем, Лондон К-ть глядачів: 75,000 Суддя: Колін Хавк (Нова Зеландія) |

| 21 лютого 1998 14:00 |

| Шотландія                                                 | 16 — 51 | Франція |
| --------------------------------------------------------- | ------- | --- |
| Спроби: Стенжер Реалізація: Чалмерс Пенальті: Чалмерс (3) |         | Спроби: Бернат-Саль (2) Брузе Каліфану Карбону Кастан'єд Л'єврому Реалізація: Кастан'єд (3) Ламезон (2) Пенальті: Кастан'єд Ламезон |

| Мюррейфілд, Единбург К-ть глядачів: 67,500 Суддя: Падді О'Браян (Нова Зеландія) |

### Третій тиждень
| 7 березня 1998 15:00 |

| Франція                                                                  | 18 — 16 | Ірландія                                           |
| ------------------------------------------------------------------------ | ------- | -------------------------------------------------- |
| Спроби: Бернат-Саль Ібанез Реалізація: Ламезон (1) Пенальті: Ламезон (2) |         | Спроби: Хікі Реалізація: Елвуд Пенальті: Елвуд (3) |

| Стад де Франс, Сен-Дені К-ть глядачів: 78,000 Суддя: Джим Флемінг (Шотландія) |

| 7 березня 1998 16:00 |

| Уельс                                                          | 19 — 13 | Шотландія                            |
| -------------------------------------------------------------- | ------- | ------------------------------------ |
| Спроби: Проктор Реалізація: Томас Пенальті: Дженкінс Томас (3) |         | Спроби: Кронін Товнсенд Pen: Чалмерс |

| Стадіон Вемблі, Лондон К-ть глядачів: 75,000 Суддя: Дж. Дюм (Франція) |

### Четвертий тиждень
| 21 березня 1998 16:00 |

| Ірландія                                                        | 21 — 30 | Уельс                                                                           |
| --------------------------------------------------------------- | ------- | ------------------------------------------------------------------------------- |
| Спроби: Костелло Вард Реалізація: Елвуд (1) Пенальті: Елвуд (3) |         | Спроби: Бейтман Дженкінс Морган Реалізація: Дженкінс (3) Пенальті: Дженкінс (3) |

| Ленсдаун Роуд, Дублін К-ть глядачів: 55,000 Суддя: Ед Моррісон (Англія]) |

| 22 березня 1998 15:00 |

| Шотландія                                                          | 20 — 34 | Англія                                                                                   |
| ------------------------------------------------------------------ | ------- | ---------------------------------------------------------------------------------------- |
| Спроби: Лонгстафф Стенжер Реалізація: Лі (2) Пенальті: Чалмерс (2) |         | Спроби: Дейвсон Грейсон Хілі Реалізація: Грейсон (4) Пенальті: Грейсон Дроп-гол: Грейсон |

| Мюррейфілд, Единбург К-ть глядачів: 67,500 Суддя: Клейтон Томас (Уельс) |

### П'ятий тиждень
| 4 квітня 1998 14:00 GMT |

| Англія                                                                             | 35 — 17 | Ірландія                                                |
| ---------------------------------------------------------------------------------- | ------- | ------------------------------------------------------- |
| Спроби: Кетт Кокерілл Гланвілл Перрі Реалізація: Грейсон (3) Пенальті: Грейсон (3) |         | Спроби:: Хікі (2) Реалізація: Елвуд (2) Пенальті: Елвуд |

| Твікенем, Лондон К-ть глядачів: 75,000 Суддя: Дерек Беван (Уельс) |

| 5 квітня 1998 15:00 |

| Уельс | 0 — 51 | Франція                                                                                             |
| ----- | ------ | --------------------------------------------------------------------------------------------------- |
|       |        | Спроби: Галтьє Гарбажоза (2) Гля Л'єврему Садорні (2) Реалізація: Ламезон (5) Пенальті: Ламезон (2) |

| Стадіон Вемблі, Лондон К-ть глядачів: 72,000 Суддя: Пітер Маршалл (Австралія) |